# الفيلق الأول (سوريا)
الفيلق الأول هو فيلق من الجيش السوري تشكل لأول مرة عام 1985. كتب ريتشارد بينيت في عام 2001 أنه "تم تشكيل ثلاثة فيالق في عام 1985 لمنح الجيش المزيد من المرونة وتحسين الكفاءة القتالية من خلال تحقيق اللامركزية في هيكل القيادة، واستيعاب بعض الدروس المستفادة على الأقل خلال حرب لبنان عام 1982. وقال إن الفيلق الأول غطى جنوب سوريا، ولا سيما منطقة الدفاع شديدة التحصين بين دمشق ومرتفعات الجولان وجنوبًا حتى درعا بالقرب من الحدود مع الأردن.

## الهيكل في عام 2001
الفيلق الأول، المقر الرئيسي دمشق
- الفرقة المدرعة الخامسة وتضم اللواءين مدرع 17 و96 واللواء 112 ميكانيكي
- الفرقة المدرعة السادسة، مع اللواءين مدرع 12 و98 واللواء 11 ميكانيكي
- الفرقة الآلية السابعة، مع اللواءين 58 و68 مدرع واللواء 78 ميكانيكي
- الفرقة المدرعة الثامنة وتضم اللواءين مدرع 62 و65 واللواء 32 ميكانيكي
- الفرقة المدرعة التاسعة، وتضم اللواءين المدرع 43 و91 واللواء الميكانيكي 52. تم الإبلاغ عن وجود اللواء 52 مدرع في درعا في أيار/مايو 2013.[1]

وقال بينيت إن الفيلق الأول ضمّ أيضًا أربعة أفواج من القوات الخاصة المستقلة، بما في ذلك اثنين مدربين على عمليات كوماندوز يتم إدخالها بطائرات الهليكوبتر ضد نقاط استخبارات الإشارات والمراقبة الإسرائيلية في جبل الشيخ وأماكن أخرى في مرتفعات الجولان. وقال إنه في الفترة من 2002 إلى 2005، استبدلت قيادة الفيلق الأول ثلاث مرات.
كتب توم كوبر أنه قبل الحرب الأهلية السورية، كان الدور الرئيسي للفيلق الأول هو الدفاع ضد الغزو الإسرائيلي على مرتفعات الجولان أو عبر الأردن. كان لديها خطان دفاعيان يمتدان على طول خطوط وقف إطلاق النار منذ عام 1973، وتسيطر على أربع فرق (ثلاثة ميكانيكية وواحدة مدرعة)، وفرقة قوات خاصة ولواءين مشاة مستقلين (على ما يبدو 61 و90).
أسر قائد الفيلق اللواء فارق شحادة بتاريخ 29 يونيو 2012.

## الهيكل في عام 2013
- الفرقة الآلية الخامسة[4]
  - اللواء 112 ميكانيكي - الإسراء
  - اللواءان الميكانيكيان 132 و15
  - اللواء 12 مدرع - الإسراء
  - فوج المدفعية 175 - كوبر 2015 إن هذا الفوج، الموجود في الإسراء والمجهز بـ 2S1 ، كان كادرًا ولم يتم نشره أبدًا خارج قاعدته، ثم تم اجتياحه في فبراير 2014.[3]
- الفرقة المدرعة السادسة
  - الفوج 45
  - اللواء 85
  - اللواء 76 مدرع - انتهى الآن. كان سابقاً جزءاً من الفرقة الأولى
- الفرقة الميكانيكية السابعة
  - الألوية الآلية 68 و121 و88
  - اللواء 78 مدرع
  - (غير محدد) فوج المدفعية (ملحوظة. حدد كوبر 2015 هذا الفوج على أنه رقم 85)[3]
- الفرقة المدرعة التاسعة - اللواء يوسف أحمد
  - الألوية المدرعة 33 و34 و43
  - اللواء الميكانيكي 52 – تم حله ق. 2011
  - (غير محدد) فوج المدفعية (ملحوظة. حدد كوبر 2015 هذا الفوج على أنه الخامس عشر)[5]

بالإضافة إلى ذلك، لا يزال الفيلق يضم لواءي المشاة 61 و90 (المستقلين) في عام 2013. خلال العام أو العامين الماضيين، تم الإبلاغ عن وجود اللواء 90 في منطقة القنيطرة، ولكن تم الإبلاغ عن اجتياح المتمردين لقاعدته في فبراير 2014.

## الهيكل في عام 2019
المصدر:
- الفرقة الميكانيكية الخامسة
  - الألوية الآلية 15 و112 و132
  - اللواء 12 مدرع
  - لواء المشاة 3[6]
  - فوج المدفعية 175
- الفرقة المدرعة السادسة (تشكلت عام 2015)[6]
  - اللواءان 76 و85 مدرع
  - فوج القوات الخاصة 45
- الفرقة الميكانيكية السابعة
  - الألوية الآلية 88 و90 و121[7]
  - اللواء 78 مدرع
  - اللواء 70 مدفعية
- الفرقة المدرعة التاسعة
  - اللواءان المدرعان 34 و43
  - اللواء الميكانيكي 52[8]
  - لواء المشاة
  - فوج المدفعية 90[9]
- فرقة القوات الخاصة الخامسة عشر
  - أفواج القوات الخاصة 35 و127
  - الفوج 404، 405 مدرع[10]